# Maculinea unipuncta
Maculinea unipuncta är en fjärilsart som beskrevs av Courvoisier 1907. Maculinea unipuncta ingår i släktet Maculinea och familjen juvelvingar. Inga underarter finns listade i Catalogue of Life.